# Anton Joseph Weidenbach
Anton Joseph Weidenbach (* 9. April 1809 in Linz am Rhein; † 21. November 1871 in Wiesbaden) war ein Lehrer, der sich auch als Publizist, Archivar und Historiker betätigte.

## Leben
Anton Joseph Weidenbach war der Sohn des Linzer Stadtdieners Christian Weidenbach. Ab 1817 besuchte er in Linz das humanistische Gymnasium Martinianum und erlernte dort die lateinische Sprache. Um 1825 verließ er ohne Abitur die Schule und besuchte das Lehrerseminar in Brühl, um sich zum Volksschullehrer ausbilden zu lassen. Da in Preußen zu dieser Zeit Lehrermangel herrschte, wurde Weidenbach vom Wehrdienst befreit. Bis 1829 unterrichtete er wahrscheinlich in seiner Heimatstadt Linz und von 1829 bis 1835 in Bacharach. Während dieser Zeit veröffentlichte er schon Hinweise zur rheinischen Geschichte. 1835 heiratete er die Tochter des Bacharacher Bürgermeisters, Emilie Karoline Diel (1816–1893). 

### Ahrweiler
Danach lehrte er an der städtischen Schule Ahrweiler und arbeitete nebenbei im Stadtarchiv. Sein erstes Buch, eine Genealogie der Grafen von Are, wurde veröffentlicht. 1840 legte er an der Bonner Universität ein Examen pro facultate docendi mit Auszeichnung ab, das ihn zum Unterricht an höheren Schulen befähigte. Mit den Bonner Professoren Karl Simrock, Gottfried Kinkel und dem Antiquar und Publizisten Johann Christian von Stramberg stand er in regem Briefwechsel. Ab 1847 schrieb Weidenbach regelmäßig Beiträge für das Kreisblatt für die Kreise Ahrweiler und Adenau. 1848 hielt Weidenbach zwei Reden in Heppingen und auf der Landskrone für die Märzrevolution. Da er nach der Niederschlagung des Heckeraufstands in Baden fürchtete verfolgt zu werden, floh er nach Belgien.

### Bingen
1849 kam Weidenbach wieder nach Preußen zurück und übernahm in Bingen die Leitung einer höheren Töchterschule. Daneben verfasste er seine ersten Bücher über griechische und römische Sagen und einen Reiseführer über Bingen und Kreuznach. Sein größtes Werk war Die Regesten der Stadt Bingen (1853). In diesem Jahr wurde er von Großherzog Ludwig III. von Hessen zum Hofrat ernannt. Am 5. März 1857 wurde er zum Friedensrichter bestellt, obwohl er nie Jura studiert hatte. 1864 beendete Weidenbach den Schuldienst und zog nach Wiesbaden.

### Wiesbaden
Dort leitete er ein statistisches Büro. Nach dem Tod von Strambergs 1868 arbeitete er auf dessen Wunsch an dem Rheinischen Antiquarius weiter, von dem er innerhalb von zwei Jahren fünf neue Bände verfasste. Nach der Übernahme Nassaus durch Preußen wurde das statistische Büro in Wiesbaden geschlossen und Weidenbach bekam das Angebot für eine Versetzung nach Berlin, die er jedoch ablehnte. Wegen eines Leberleidens musste Weidenbach seine Arbeit beenden, er starb am 21. November 1871.

## Werke
- Weidenbach, Anton Joseph: Die Grafen von Are, Hochstaden, Nurburg und Neuenare: ein Beitrag zur rheinischen Geschichte. Hrsg.: Habicht 1845 Digitalisat
- Weidenbach, Anton Joseph: Mythologie der Griechen, Römer und nordischen Völker mit Bezugstellen aus deutschen Dichtern. Erste Abteilung. Mythologie der Griechen und Römer Hrsg.:H.L. Brönner, Frankfurt am Main, 1850
- Weidenbach, Anton Joseph: Bacharach, Stahleck und die Wernerskirche nebst der Legende des h. Werner. Hrsg.: Wittig 1850
- Weidenbach, Anton Joseph: Mythologie der Griechen, Römer und nordischen Völker mit Bezugstellen aus deutschen Dichtern. Hrsg.:H.L. Brönner, Frankfurt am Main, 1851
- Weidenbach, Anton Joseph, Calendarium Historico-Christianum Medii et Novi Aevi. Hrsg.: G. Joseph Manz, Regensburg 1855
- Weidenbach, Anton Joseph: Die Thermen von Bad Neuenahr und dessen Umgebungen. Mit sechs Stahlstichen. Hrsg.: T. Habicht, Bonn 1864
- Weidenbach, Anton Joseph: Bingen und Kreuznach mit seinen Umgebungen. 1852
- Weidenbach, Anton Joseph, Regesten der Stadt Bingen, des Schlosses Klopp und des Klosters Rupertsberg. Hrsg.: 1853
- Weidenbach, Anton Joseph: Abstammung und Genealogie des Fuerstlichen Hauses Loewenstein-Wertheim. Hrsg.: Hergt, Koblenz 1870
- Weidenbach, Anton Joseph: Regesta Bingiensia inde ab anno LXXI usque ad annumMDCCLXXXXIII: in Regesten der Stadt Bingen, Selbstverlag 1863
- Weidenbach, Anton Joseph: Regesta Bingiensia inde ab anno LXXI usque ad annumMDCCLXXXXIII: in Regesten der Stadt Bingen, Selbstverlag 1853
- Weidenbach, Anton Joseph: Das Leben des ehrwürdigen Diener Gottes Bartholomäus Holzhauser, Pfarrers und Dekans zu Bingen. Kirchheim 1858
- Weidenbach, Anton Joseph: Der Führer durch das Ahrtal aufwärts bis Kreuzberg nebst Beschreibung von Remagen und der Apollonariskirche, so wie einem Abstecher nach dem Laacher See. Hrsg.: Habicht 1864
- Weidenbach, Anton Joseph: Nassauische Territorien vom Besitzstande unmittelbar vor der französischen Revolution bis 1866. Hrsg.: Stein 1870
- Außerdem verfasste A. J. Weidenbach noch fünf neue Bände zu je 800 Seiten zu Strambergs Rheinischen Antiquarius. Das Nahethal Band 1–5.